# Hexomyza toschiae
Hexomyza toschiae är en tvåvingeart som beskrevs av Spencer 1981. Hexomyza toschiae ingår i släktet Hexomyza och familjen minerarflugor.
Artens utbredningsområde är Kalifornien. Inga underarter finns listade i Catalogue of Life.